# Bảo tàng Khu vực ở Szczecinek
Bảo tàng Khu vực ở Szczecinek (tiếng Ba Lan: Muzeum Regionalne w Szczecinku) là một trong những bảo tàng lâu đời nhất ở Tây Pomerania. Bảo tàng tọa lạc tại số 1 Phố Szkolna, Szczecinek, Ba Lan.

## Lược sử hình thành
Bảo tàng Khu vực ở Szczecinek được thành lập trên cơ sở cuộc triển lãm khảo cổ học năm 1866 do Thiếu tá người Phổ Fryderyk Wilhelm Krasiski tổ chức. Bảo tàng chính thức được thành lập vào tháng 6 năm 1914, trong tháp Nhà thờ Thánh Nicholas (di tích của nhà thờ Thiên Chúa giáo đầu tiên ở thành phố Szczecinek). Tuy nhiên, khi Chiến tranh thế giới thứ nhất bùng nổ, hoạt động của cơ sở này bị dừng lại. Nhờ những nỗ lực của Georg Zehm, Bảo tàng được chuyển đến Lâu đài của Công tước Pomerania vào năm 1935.
Từ tháng 7 năm 1947 đến năm 2006, tháp Nhà thờ Thánh Nicholas lại trở thành trụ sở của Bảo tàng. Cuối cùng, nhờ cựu thị trưởng của thành phố Marian Tomasz Goliński, Bảo tàng được chuyển đến một tòa nhà được xây dựng từ thế kỷ 19. Với sự hỗ trợ tài chính từ EU, Bộ Văn hóa và Di sản Quốc gia và thành phố Szczecinek, tòa nhà đã được điều chỉnh làm bảo tàng. Trụ sở mới lớn hơn nhiều lần so với trụ sở trước và có nhiều chức năng hơn.

## Triển lãm
Từ đầu thập niên 1970, bộ sưu tập của Bảo tàng Khu vực ở Szczecinek gồm ba nội dung chính:

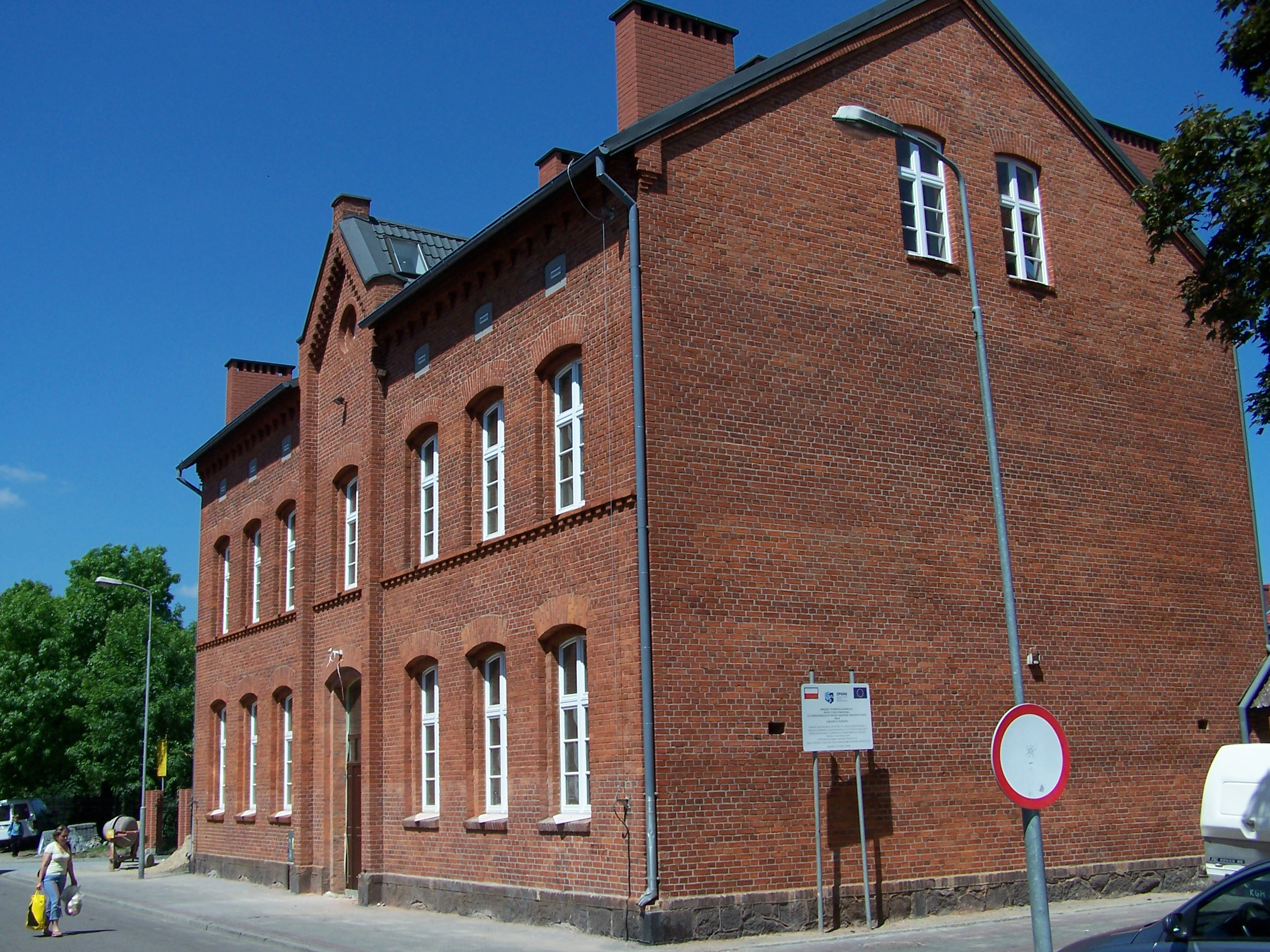
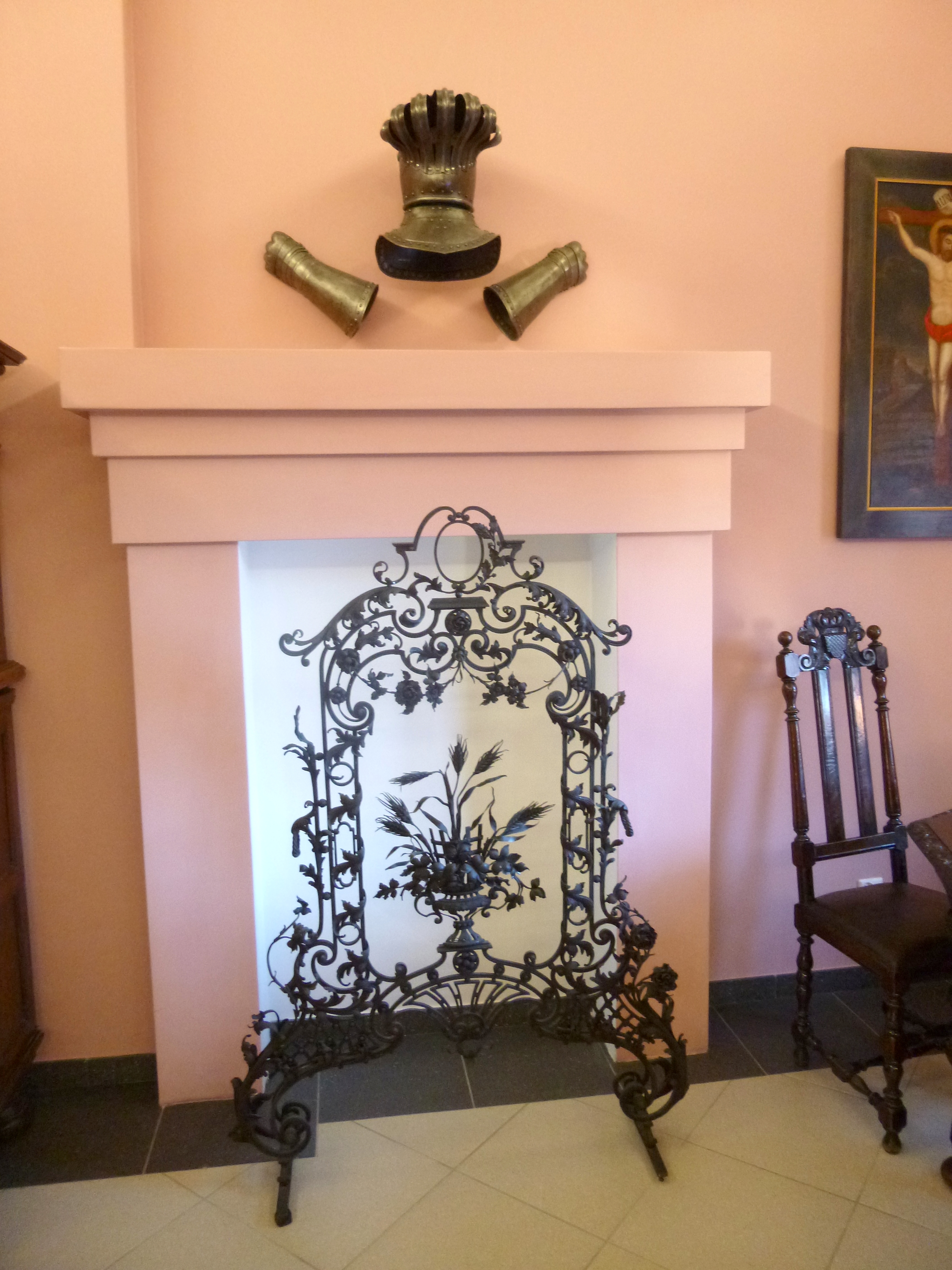
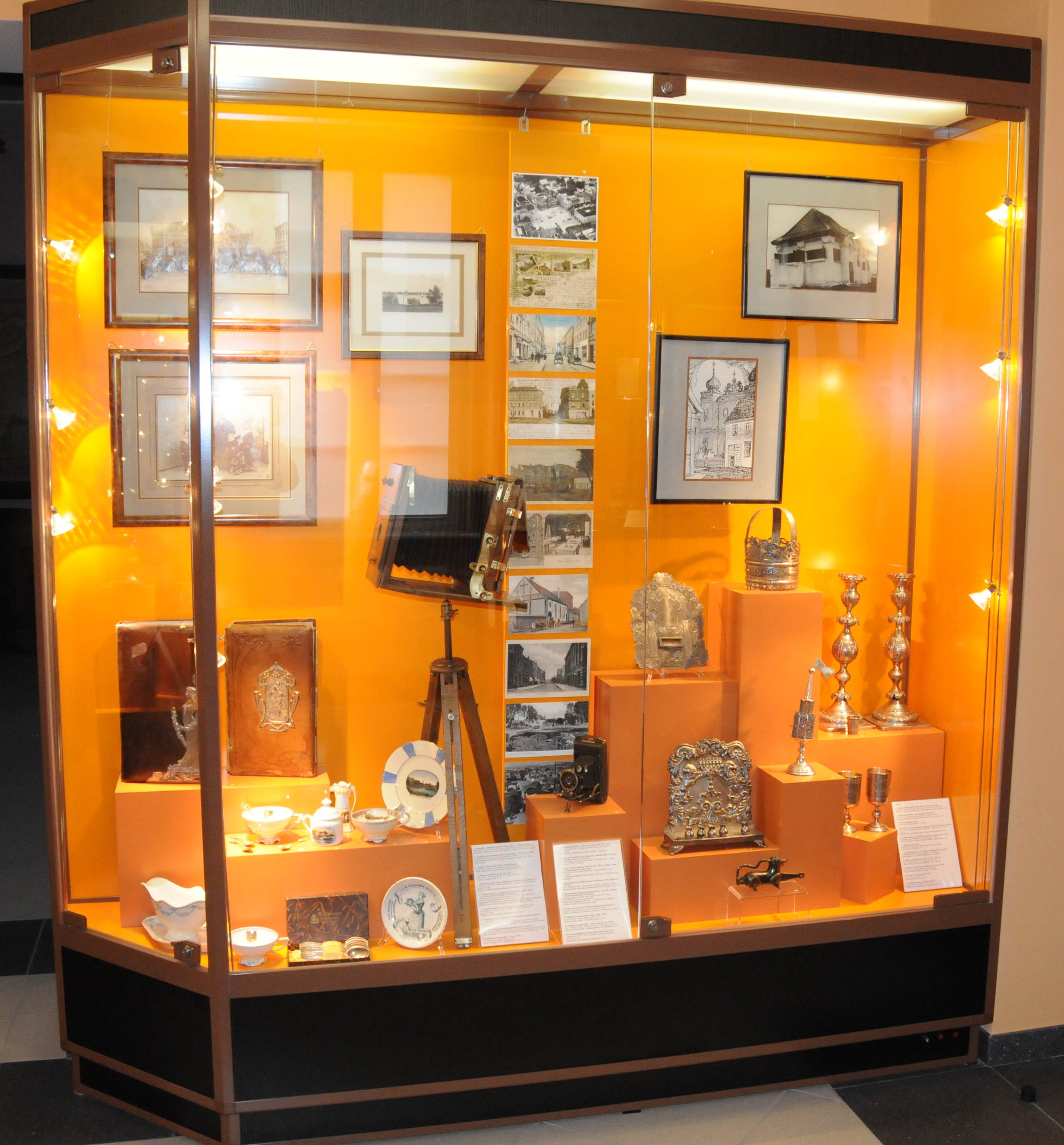
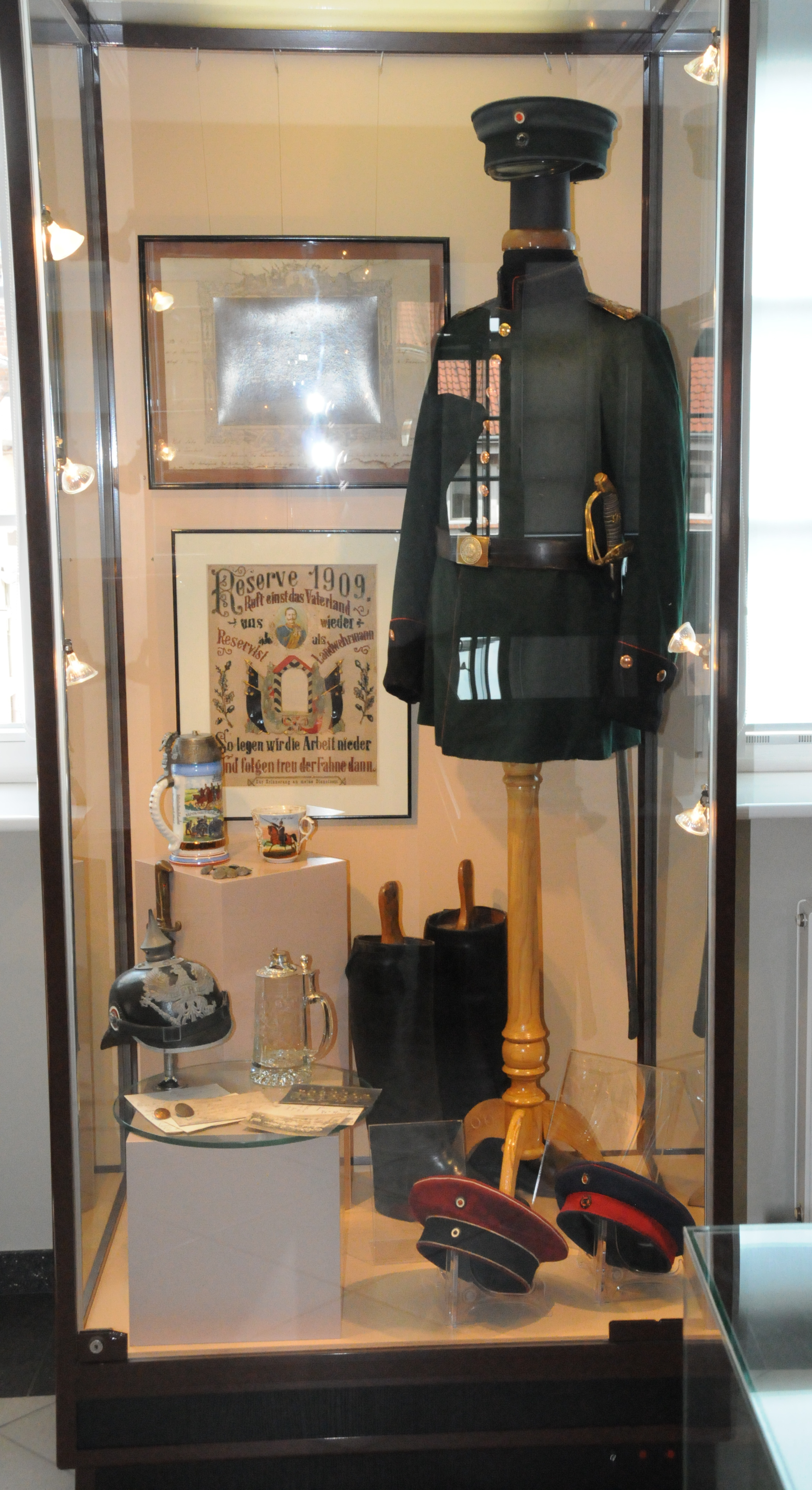

- Bộ sưu tập khảo cổ (gốm sứ, đồ trang sức, công cụ)[8]
- Bộ sưu tập nghệ thuật (hội họa, điêu khắc - tất cả đều liên quan đến thành phố Szczecinek và toàn bộ khu vực Tây Pomerania). Bức tượng nổi tiếng nhất trong Bảo tàng là bức tượng đá "Belbuk".[9] Đây là tượng một vị thần Slav và là một trong những bức tượng cổ nhất được trưng bày.
- Bộ sưu tập săn bắn (hơn 130 vật dụng săn bắn: súng cầm tay và vật dụng chiến đấu tay đôi, dụng cụ săn bắn, hiện vật và kỷ vật săn bắn)[10] và đúc kim loại (hiện vật bằng vàng)

Những đồ vật có giá trị nhất thuộc thế kỷ XVIII.
Bảo tàng Khu vực ở Szczecinek hiện tổ chức sáu cuộc triển lãm thường trực. Bên cạnh đó, Bảo tàng cũng tổ chức các buổi triển lãm tạm thời nhằm giới thiệu những bộ sưu tập có giá trị của các nghệ sĩ có ảnh hưởng.

## Danh mục
- "100 Years of the Museum in Szczecinek - Guide to Permanent Exhibitions of the Regional Museum in Szczecinek" (100 lat muzeum w Szczecinku - Przewodnik po wystawach stałych Muzeum Regionalnego w Szczecinku), Jerzy Dudź, 2014, Szczecinek.
- "Visiting the Castle of Prince Warcisław" (Na zamku księcia Warcisława), Bogdan Urbanek, 2016, Szczecinek.
- "Szczecinek, Historical Guide (Szczecinek Przewodnik historyczny), Jerzy Dudź, 2004, Szczecinek.
- "My Town, Known - Unknown" (Moje miasto, Znane - nieznane), Jerzy Gasiul, 2011, Szczecinek.